# Austrocarabodes minitricha
Austrocarabodes minitricha är en kvalsterart som först beskrevs av Sandór Mahunka 1993.  Austrocarabodes minitricha ingår i släktet Austrocarabodes och familjen Carabodidae. Inga underarter finns listade.